# Кибальникова Тамара Пилипівна
Тамара Пилипівна Кибальникова (народ. 1940) — українська театральна акторка, заслужена артистка України.

## Біографія
У 1961 закінчила Київський державний інститут театрального мистецтва ім. І. К. Карпенка-Карого, акторський курс Володимира Неллі. У 1979 закінчила той самий заклад за спеціальністю «режисура драми». 
Після закінчення навчання працювала в Одеському російському драматичному театрі, Київському академічному російському драматичному театрі ім. Л. Українки. З 1978 працювала в Київському театрі драми і комедії на лівому березі Дніпра.

## Театральні ролі

### Київський театр драми і комедії на лівому березі Дніпра
- Густавська — «Высшая точка — любовь» (1979)
- Ека — «Шесть старых дев и один мужчина» (1979)
- Нуйкіна — «Мы, нижеподписавшиеся» (1980)
- Женні Маркс — «Привет всем. Маркс» (за п'єсою Г. Кальтофена та Х. Пфайфера «Коротке та щасливе життя», 1981)
- Мати — «Что случилось, месье?» (за п'єсою М. Фермо «Будинок, де гупають двері», 1981)
- Аббі Патнем — «Любовь под вязами» (1982)
- Жінка з котлонагляду — «Правда памяти» (1982)
- Аделаїда — «Настасья Филипповна» (за романом Ф. Достоєвського «Ідіот», 1982)
- Гертруда — «Гамлет» (1984)
- Аркадіна — «Чайка» (1985)
- Місіс Туз, Дженні — «Всё в саду» (1986)
- Михальова — «Спортивные сцены 1981 года» (1987)
- Ельвіра — «Последняя женщина сеньора Хуана» (1987)
- Ксантиппа — «Последняя ночь Сократа» (1988)
- Дружина сержанта — «Полиция» (1989)
- Ніна — «Убьём мужчину?» (1990)
- Інесс — «Флоранс была шатенкой» (за п'єсою Ж.-П. Сартра «За зачиненими дверима», 1991)
- Мамаєва — «Я вам нужен, господа!» (за п'єсою А. Островського «На всякого мудреца довольно простоты», 1991)
- Філіппа — «Условия диктует леди» (1993)
- Фрозіна — «Игра о влюблённом ростовщике» (за п'єсою Ж.-Б. Мольєра «Скупий», 1995)
- Мот Фултон — «Белый джаз Каролины Эшли» (1996)
- Ганна Дмитрівна — «Живой труп» (1997)
- Леді Маркбі — «Идеальный муж» (1999)
- Лідія Іванівна — «Анна Каренина» (2000)
- Ліліан — «Древнейшая профессия» (2001)
- Пані де Сотанвіль — «Любовь времён Людовика» (2002)
- Місіс Сомс, Пані Віллард — «Наш городок» (2004)
- Войницька — «26 комнат…» (за п'єсою А. Чехова «Леший», 2006)
- Мати Лариси — «Голубчики мои!..» (за творами Ф. Достоєвського та О. Володіна, 2006)
- Мадам де Воланж — «Опасные связи» (2007)
- Телефоністка — «Играем Чонкина» (за романом В. Войновича «Жизнь и необычайные приключения солдата Ивана Чонкина», 2009)
- Сусідка — «Возвращение блудного отца» (2010)
- Іслаєва Ганна Семенівна — «Высшее благо на свете…» (за п'єсою І. Тургенєва «Месяц в деревне», 2011).

## У мистецтві
Портрет актриси у 1967 році написала художниця Олена Кириченко.